# 즉시범
즉시범이란 범죄의 구성요건적 실행행위에 의하여 법익침해가 발생함으로써 범죄가 기수에 이르고, 그 위법 상태도 종료하는 범죄를 지칭한다. 이러한 점에서 기수 이후에도 위법상태가 계속하는 상태범과 차이가 있다.  살인죄, 상해죄, 방화죄, 모욕죄는 즉시범의 대표적인 예이다.

## 판례
- ｢폭력행위 등 처벌에 관한 법률｣ 제4조 소정의 ‘단체 등의 조직’죄는 같은 법에 규정된 범죄를 목적으로 한 단체 또는 집단을 구성함으로써 즉시 성립하고 그와 동시에 완성되는 즉시범이지 계속범이 아니다.[1]
- 국외여행허가의무 위반으로 인한 병역법 위반죄는 국외여행의 허가를 받은 병역의무자가 기간만료 15일 전까지 기간연장허가를 받지 않고 정당한 사유 없이 허가된 기간 내에 귀국하지 않은 때에 성립함과 동시에 완성되는 이른바 즉시범으로서, 그 이후에 귀국하지 않은 상태가 계속되고 있더라도 위 규정이 정한 범행을 계속하고 있다고 볼 수 없다. 따라서 위 범죄의 공소시효는 범행종료 일인 국외여행허가기간 만료일부터 진행한다[2]
- 직무유기죄는 직무를 수행하지 아니하는 위법한 부작위상태가 계속되는 한 가벌적 위법상태가 계속 존재한다고 할 것이므로 즉시범이라고 할 수 없다.[3]

## 같이 보기
- 상태범
- 계속범

## 참고 문헌
- 손동권, 『체계적 형법연습』, 율곡출판사, 2005. (ISBN 8985177915)

1. ↑  92도1931
2. ↑  대판 2022.12.1, 2019도5925
3. ↑  97도675